# Deutsches Museum (München)
A müncheni Deutsches Museum, teljes nevén Deutsches Museum von Meisterwerken der Naturwissenschaft und Technik a világ legnagyobb természettudományi és műszaki múzeuma. A körülbelül 28 000 darabból álló gyűjteményt évente 1,5 millió látogató tekinti meg. A gigantikus épületben a bányászat fejlődése éppúgy nyomon követhető, mint a csillagászaté, de még a legelső német tengeralattjáró is helyet kapott - felmetszve, hogy a szerkezete is megismerhető legyen. A múzeum egyik fő attrakciója a valósághűen felépített földalatti bánya.

## Története

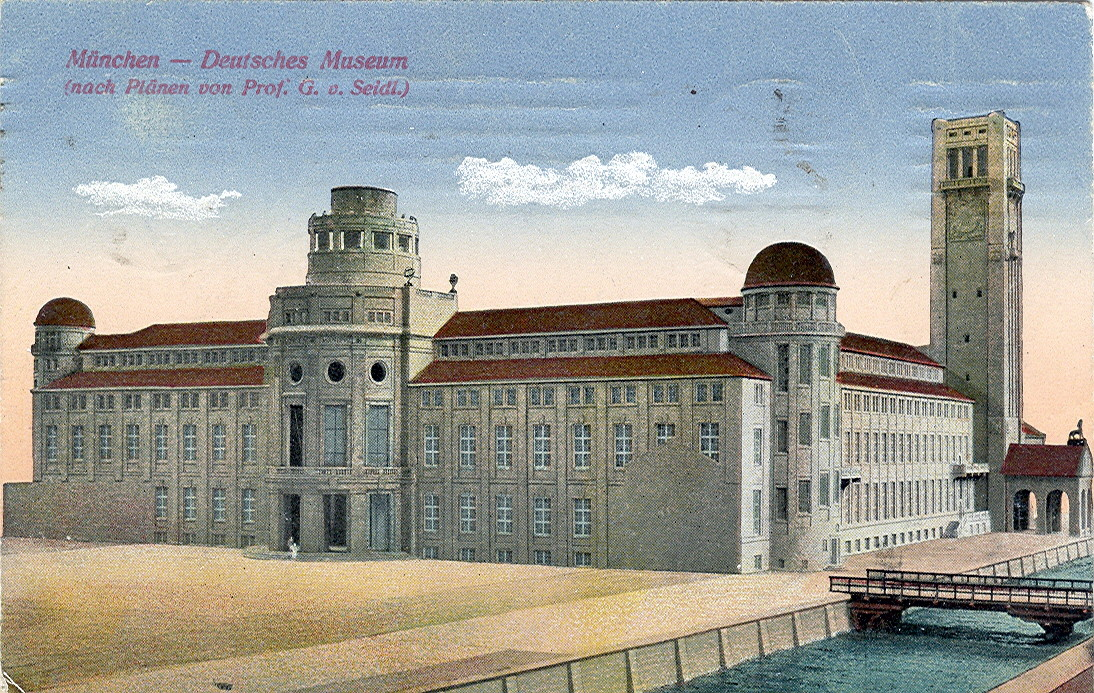
képeslap 1918, felirata: München - Deutsches Museum (nach Plänen von Prof. G. v. Seidl)

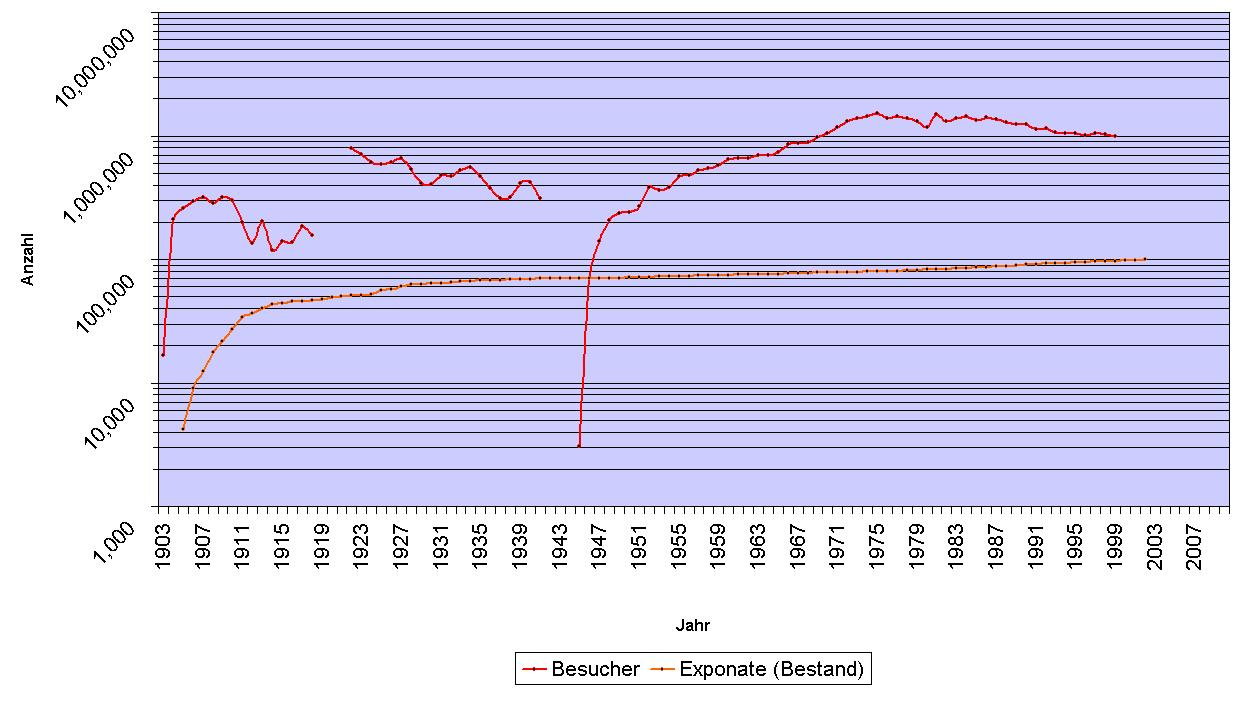
látogatók 1905-2002

A múzeum alapítása Oskar von Miller nevéhez fűződik, aki 1903. május 1-jén körlevelet írt a múzeum alapítása ügyében a tudomány és ipar korabeli jeles képviselőinek (köztük volt például Walther von Dyck, Wilhelm Conrad Röntgen, Carl von Linde, Georg Krauss, Hugo von Maffei, Rudolf Diesel). Ezek közül egy 37 fős szűkebb csoport már 1903. május 5-én összegyűlt és közfelkiáltással megszavaztak egy ideiglenes bizottságot. 1903. június 28-án a német mérnökök egyesületének (Verein deutscher Ingenieure) éves közgyűlésén megtartották a múzeumi egyesület alapító gyűlését. Az ügynek megnyerték III. Lajos bajor királyt és II. Vilmos német császárt is. A felhíváshoz további ismert személyiségek csatlakoztak, így például Max Planck, Gustav Krupp von Bohlen und Halbach, Emil Rathenau, és segítségüket ajánlották fel. A városi tanács az építendő múzeum céljára rendelkezésükre bocsátotta az Isar egyik szigetét. A gyűjtemény alapjait az ipari alapítványok és a Bajor Akadémia gyűjteményének átadása biztosította.
A múzeum építésére kiírt pályázatot 1906-ban Gabriel von Seidl nyerte el. Az új épület elkészültéig a kiállításokat átmenetileg a Bajor Nemzeti Múzeum épületében rendezték. Itt tartották 1906. november 12-én az ünnepélyes megnyitót a császár jelenlétében. November 13-án tették le az új épület alapkövét, az ideiglenes kiállítást november 21-től lehetett látogatni.
Az új épület építése 1909 januárjában kezdődött el. A kedvezőtlen talajviszonyok miatt az építkezés lassan haladt, mivel az alapozást több ezer betoncölöppel kellett megerősíteni. Az 1912-re tervezett nyitást 1915-re, majd 1916-ra halasztották. Az első világháború miatt azonban 1916-ban az építkezés félbeszakadt. Gabriel von Seidl 1913-ban bekövetkezett halála után a munkálatok vezetését testvére, Emanuel von Seidl vette át, de 1919-ben ő is elhunyt, utódja Oswald Bieber lett. Az első világháborút követő politikai változások során a múzeum elvesztette pénzügyi alapjainak nagyobb részét. Az infláció elértéktelenítette az alapítvány vagyonát, miközben a támogatások megcsappantak és a látogatók száma is csökkent. Mindennek ellenére 1925. május 7-én, Oskar von Miller 70. születésnapján megnyitották a múzeumot. A nyitóünnepélyre Gerhart Hauptmann színdarabot írt.
Már a múzeum alapításakor elhatározták egy könyvtár és egy kongresszusi terem építését. A könyvtár alapkövét 1928-ban tették le, a szűkös anyagi források ellenére 1932-re készült el. A kongresszusi épület 1935-ben lett kész.
Noha a második világháború során már 1940-ben elkezdődtek a München elleni légitámadások, a Deutsche Museum sokáig épen maradt. Az első komolyabb károsodás az 1944. április 24-ről 25-re virradó éjszakai légitámadás során következett be. A könyvtárban tűz ütött ki. 1944. július 12-én egy amerikai támadás olyan súlyos károkat okozott, hogy a múzeumot be kellett zárni. További támadások következtek július 16-án és 21-én, de a legsúlyosabb pusztítást az 1944. december 17-18-i brit légitámadás okozta. A háború végén az épületek 80%-a romokban hevert, és a gyűjtemények is károsodtak. Jóllehet az értékes és szállítható kiállítási tárgyak egy részét a városon kívüli benediktbeuerni kolostorba menekítették, a nagy méret miatt nehezen mozdítható tárgyak megsemmisültek. Ezek között volt például a Dornier Wal, amellyel Roald Amundsen 250 kilométernyire közelítette az Északi-sarkot.
A Karl Bäßler (1888–1973) múzeumigazgató által vezetett helyreállítást követően 1948-ban a múzeum ismét megnyílt.
1983-ban egy tűzeset következtében a hajózással és az erőgépekkel kapcsolatos gyűjtemény súlyos károkat szenvedett. Több értékes kiállítási darab odaveszett.
1992-ben Oberschleißheimben külön légiközlekedési kiállítóhely létesült, 1995-ben pedig Bonnban is állandó kiállítási részleg nyílt. 2003-ban a müncheni vásár területén megnyílt a közlekedési kiállítás, amely 2006-ban két további csarnokkal bővült.

## Kiállítások a Múzeumszigeten
- Altamira Barlang
- Amatőr Rádió
- Asztronómia

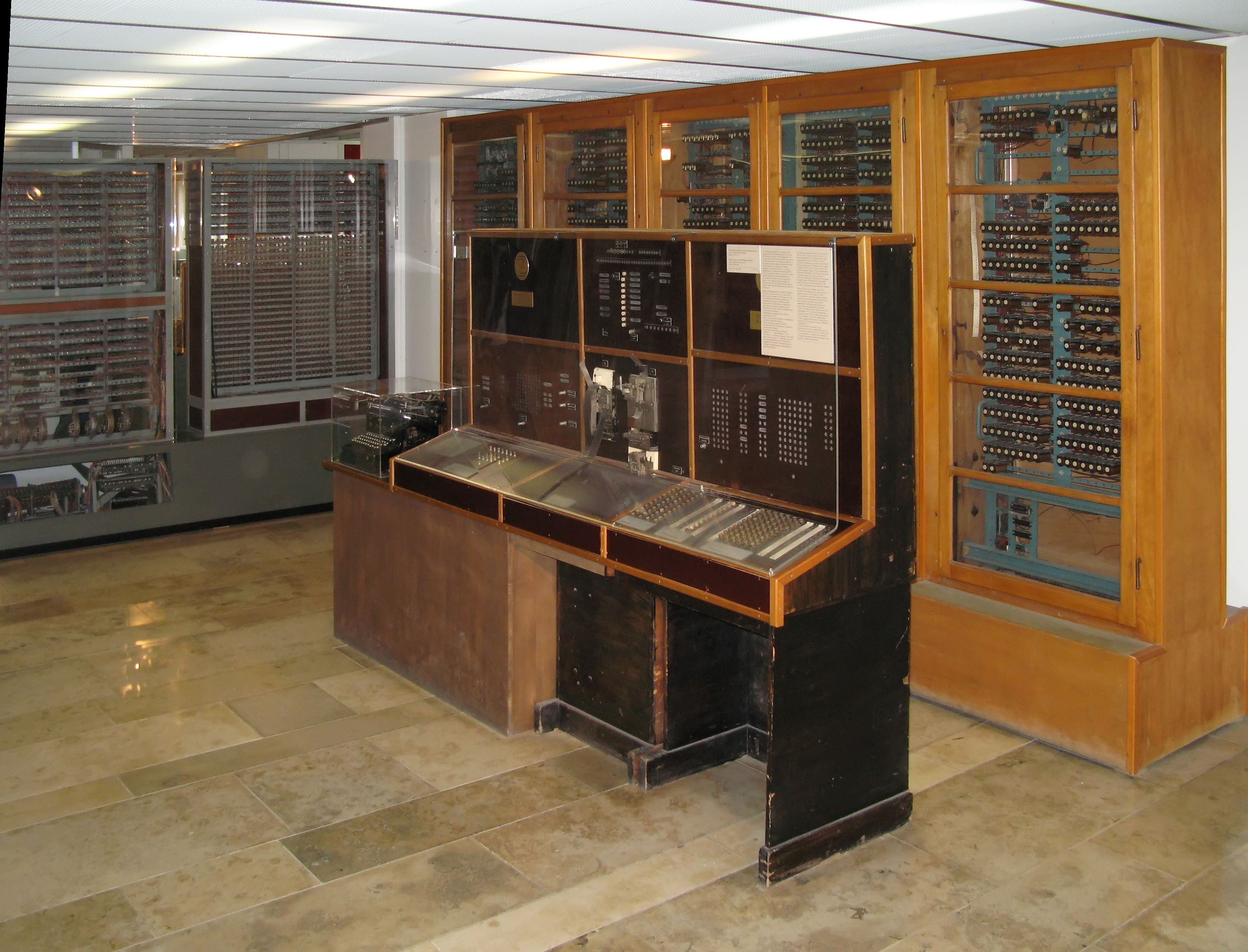
Konrad Zuse Z4 számítógépe

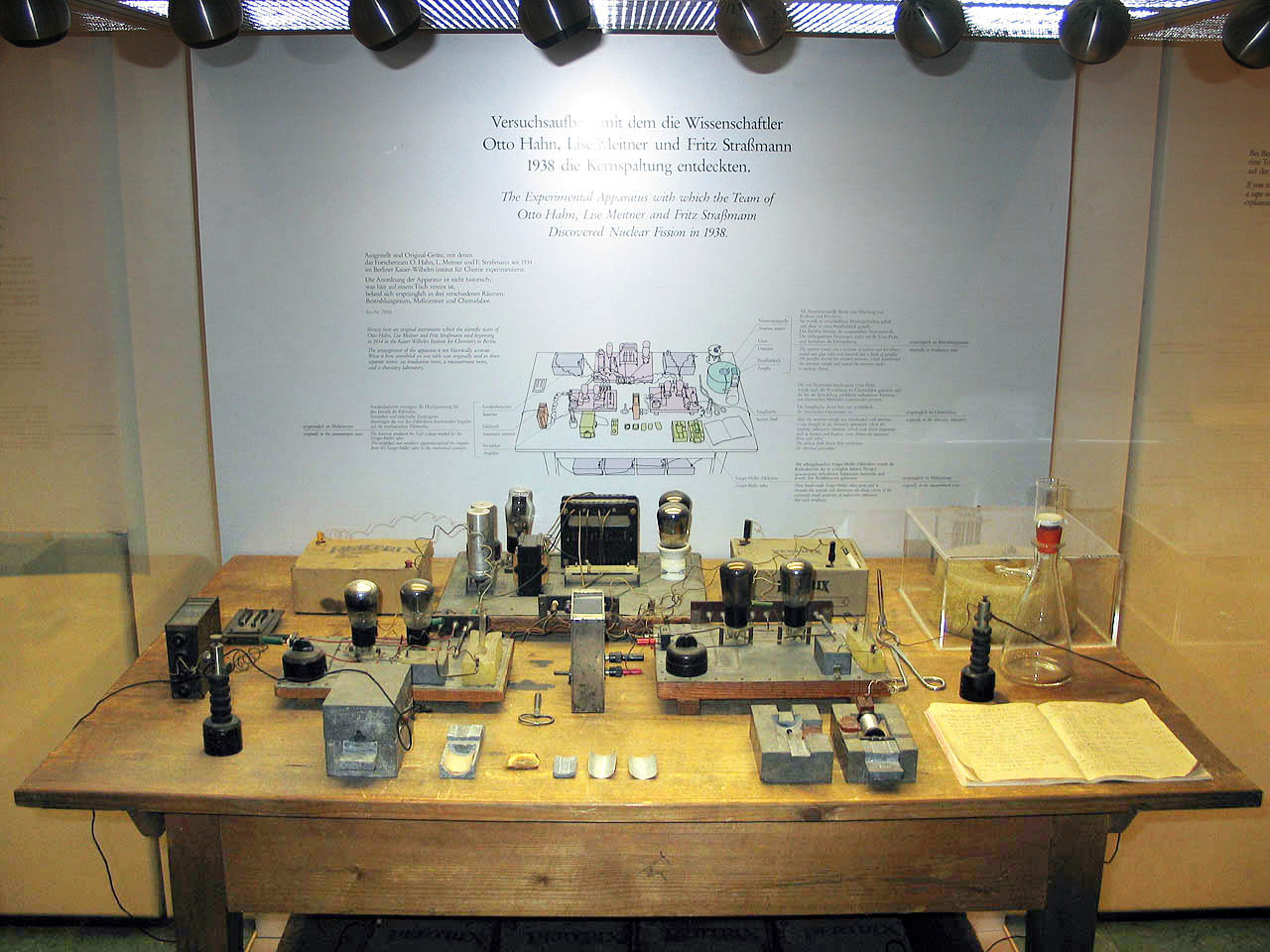
1938. december 17-én az atommaghasadás kísérleti felfedezése, Otto Hahn es Fritz Straßmann által

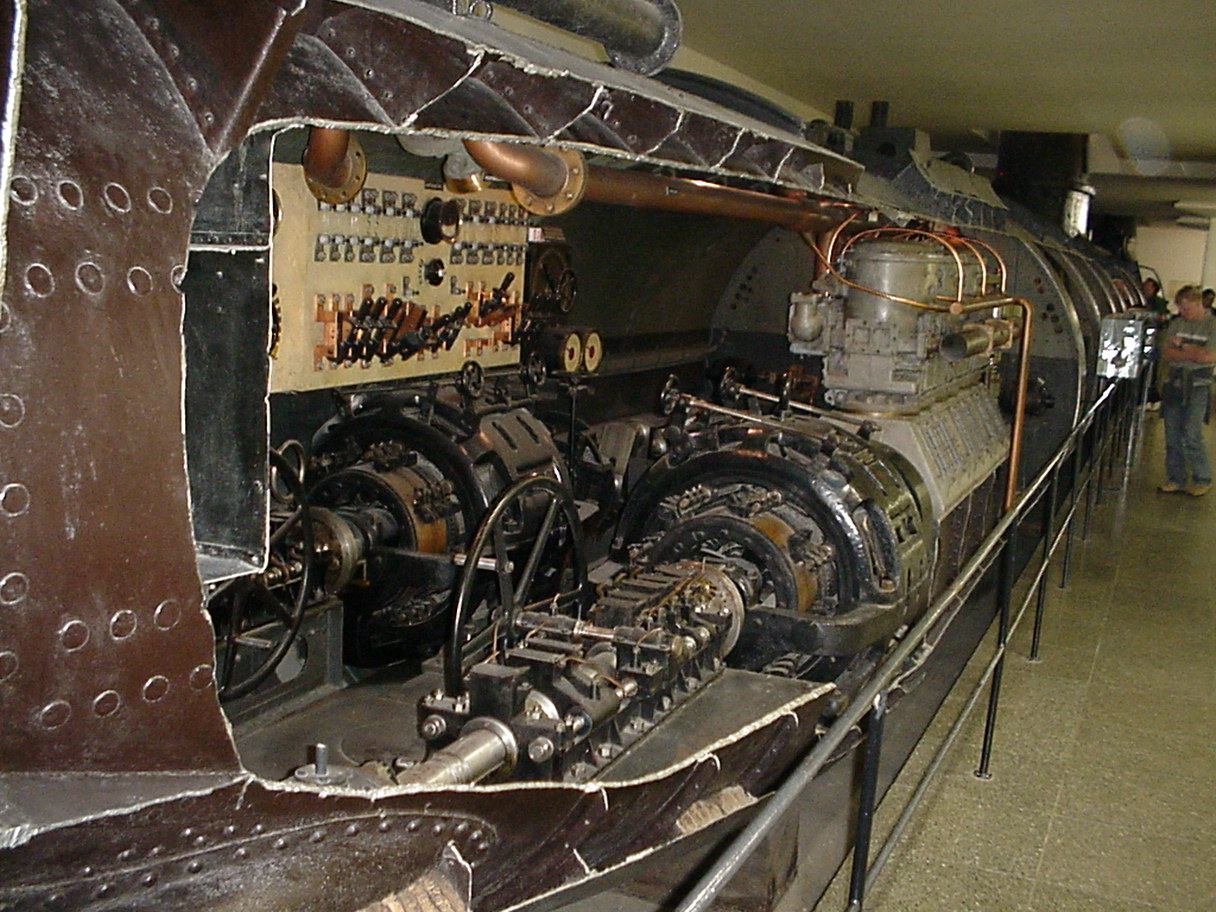
Az első tengeralattjáró, az U 1-es

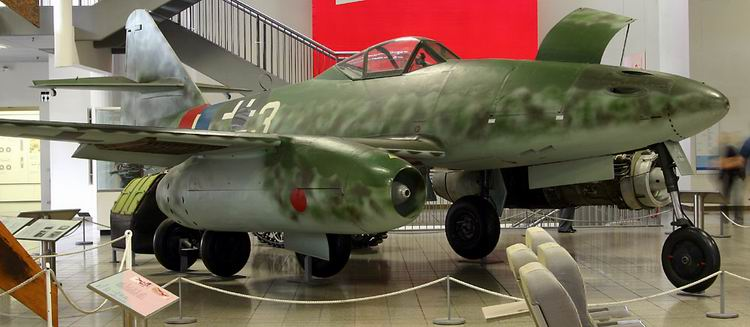
A világ első sugárhajtású vadászgépe, a Me 262-es

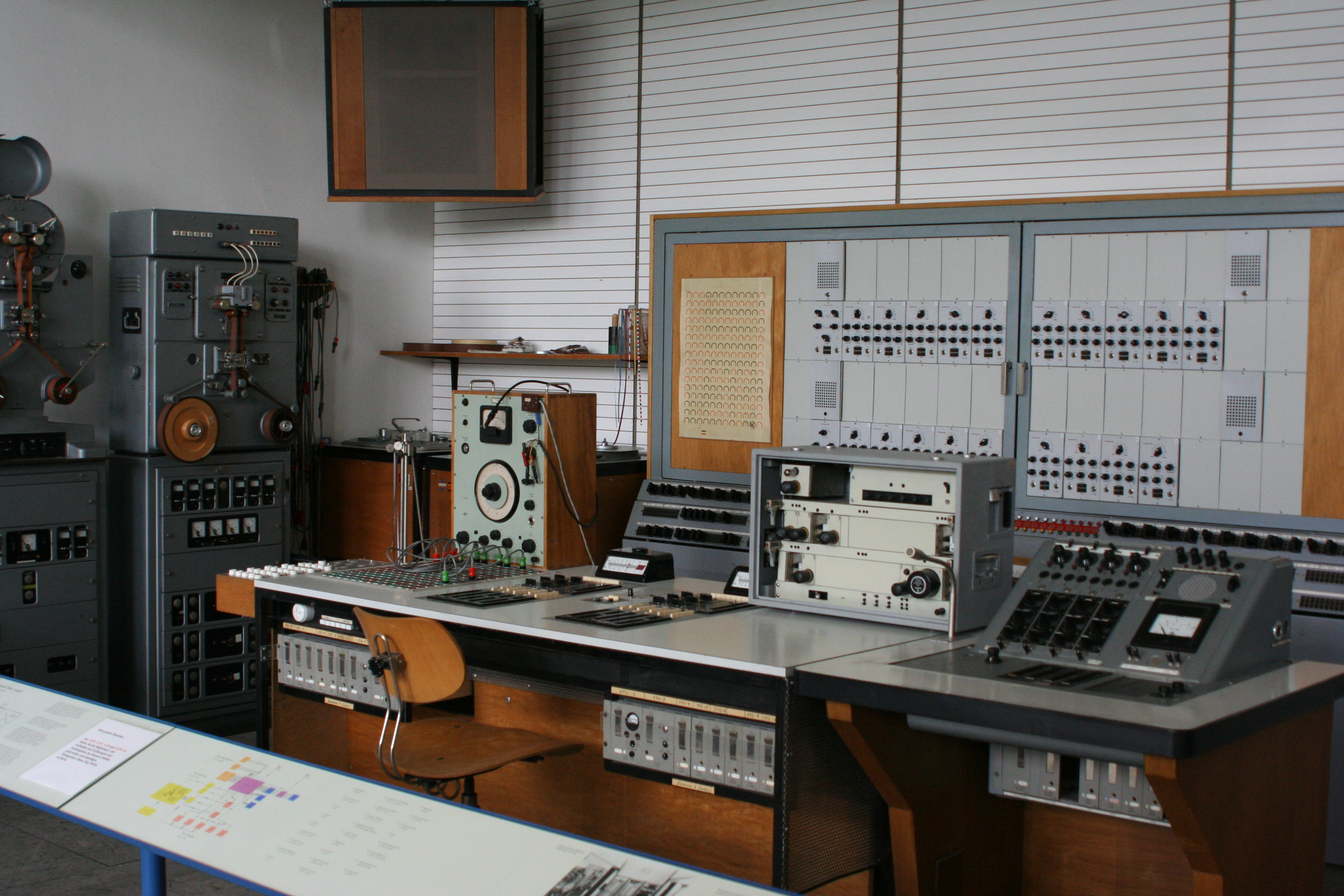
Siemens Hangstudió 1956-ból

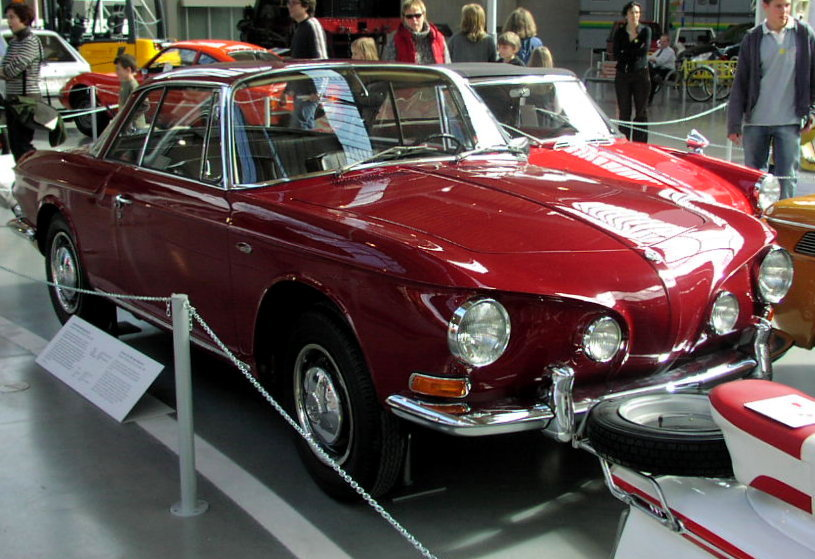
VW 1600, Karmann Ghia

- Bányászat (a múzeum egyik fő attrakciója a valósághűen felépített földalatti bánya)
- Hídépítés
- Kémia
- Nyomdatechnika: a kézművestől a High-Tech nyomdatechnikáig
- Vasutak és Hegyi vasutak
- Energiatechnika
- Ásványolaj és Földgáz
- Geodézia
- Üvegtechnika
- Informatika
- Kerámia
- Erőgépek
- Légiközlekedés, Űrrepülés
- Mikroelektronika
- Hangszerek
- Papírgyártás
- Gyógyszeripar
- Fizika
- Planetárium
- Hajózás, többek között eredetiben az első tengeralattjáró U 1 (Kaiserliche Deutsche Marine)
- Erősáramú technika
- Textiltechnika
- Alagútépítés
- Szerszámgépek
- Órák